# Adalberto Pazzini
Adalberto Pazzini (Roma, 23 febbraio 1898 – Roma, 10 maggio 1975) è stato un medico e storico italiano, figlio del pittore Norberto Pazzini.

## Biografia
Laureatosi in medicina presso l'università di Roma nel 1922 con una tesi di fisiologia sperimentale guidata da Silvestro Baglioni, affianca l'iniziale attività medica in alcuni ospedali romani con l'interesse per gli studi storico-medici.
Fin dal 1931 tiene un "corso libero" di storia della medicina presso La Sapienza. Nel 1932 ottiene la libera docenza e diventa incaricato della disciplina a partire dall'anno accademico 1936/37. Da sempre acceso sostenitore della necessità dell'insegnamento della storia nelle facoltà mediche, nel 1955 diventa professore ordinario nel medesimo ateneo, anche grazie al sostegno di un luminare come Cesare Frugoni.
Autore di oltre cinquecento pubblicazioni, ha creato  nel 1938 e rinnovato nel 1954 l'Istituto di Storia della Medicina dell'Università La Sapienza, con i rispettivi museo didattico e biblioteca specializzata.
Nel 1974 pubblica il compendio Storia dell'arte sanitaria. È stato presidente della Società italiana di storia della medicina dal 1956 al 1965 e della International Society for the History of Medicine dal 1964 al 1968.

## Opere principali
- I santi nella storia della medicina, Mediterranea, Roma 1937, pp. 605
- Il pensiero medico nei secoli. Dalle scuole italiche al secolo diciannovesimo, Sansoni, Firenze 1939, pp. 334
- Storia della medicina, Società editrice libraria, Milano 1947, 2 voll.
- Bio-Bibliografia di Storia della Chirurgia, Cosmopolita, Roma 1948, pp. 525
- [con A. Baffoni] Storia delle malattie, Edizioni Clinica Nuova, Roma 1950, pp. 442
- Demoni, streghe e guaritori, Bompiani, Milano 1951, pp. 290
- Il romanzo della medicina moderna, Casini, Roma 1955, pp. 296
- Assistenza e ospedali nella storia dei Fatebenefratelli, Marietti, Torino 1956, pp. 577
- L'ospedale nei secoli, Orizzonte Medico, Roma 1958, pp. 322
- La storia della Facoltà medica di Roma, Istituto di storia della medicina della Università di Roma, Roma 1961, 2 voll.
- Origine e sviluppo della medicina sociale in Italia, Istituto italiano di medicina sociale, Roma 1966, pp. 300
- La medicina nella storia, nell'arte, nel costume, Bramante, Milano 1968-1970, 3 voll.
- Storia dell'arte sanitaria dalle origini a oggi, Minerva Medica, Torino, 1973, 2 voll.